# Sant'Elia Fiumerapido
Sant'Elia Fiumerapido là một đô thịthuộc tỉnh Frosinone trong vùng Latium nước Ý. Đô thị này có diện tích 41 km², dân số 6196 người.
Đô thị này giáp các đô thị sau: Belmonte Castello, Cassino, Cervaro, Picinisco, San Biagio Saracinisco, Terelle, Vallerotonda, Villa Latina.